# Youssouf Hadji
Youssouf Hadji (Ifrane, 25 febbraio 1980) è un ex calciatore marocchino, di ruolo attaccante.

## Biografia
È il fratello dei calciatori Mustapha Hadji e Brahim Hadji. È zio, inoltre, dei calciatori Samir Hadji e Zachary Hadji.

## Carriera

### Club

#### Inizi: Nancy e Bastia
Ha iniziato la propria carriera al Nancy, club francese militante in Division 1. Ha debuttato con la maglia del club biancorosso il 29 maggio 1999, nell'incontro di campionato Sochaux-Nancy (1-1), subentrando ad Abdelnasser Ouadah al minuto 82. Dopo la retrocessione del club in Division 2, ha ottenuto il posto da titolare. Ha militato nel club biancorosso per cinque stagioni, totalizzando 110 presenze e 18 reti. Nel 2003 si è trasferito al Bastia, club militante in Ligue 1. Il debutto con la nuova maglia è avvenuto il 2 agosto 2003, nell'incontro di campionato Paris Saint-Germain-Bastia (0-0). Ha militato nelle file del club blu per due stagioni, collezionando 13 reti in 68 presenze.

#### Rennes e Nancy
Nel 2005 è passato al Rennes. Ha debuttato con la maglia del club rossonero è avvenuto il 27 agosto 2005, nell'incontro di campionato Nancy-Rennes (6-0), subentrando ad Olivier Monterrubio al minuto 63. Il 15 settembre 2005 ha debuttato nelle competizioni europee, disputando l'incontro di Coppa UEFA Rennes-Osasuna (3-1), gara in cui ha siglato la rete del definitivo 3-1 al minuto 84. Ha militato nelle file del club rossonero per una stagione e mezza, totalizzando 40 presenze e 4 reti. Il 10 gennaio 2007 è stato ufficializzato il suo ritorno al Nancy. Il nuovo debutto con il club biancorosso è avvenuto il successivo 13 gennaio, nell'incontro di campionato Sedan-Nancy (2-2). Il debutto in Coppa UEFA, invece, è avvenuto il 14 febbraio 2007, nell'incontro Shakhtar Donetsk-Nancy (1-1). Ha militato nelle file del Nancy fino al 2011, collezionando un totale di 146 presenze e 39 reti. Il 31 agosto 2011 è tornato al Rennes, club in cui aveva militato fra il 2005 e il 2007. Il nuovo debutto con la maglia del club rossonero è avvenuto il successivo 10 settembre, nell'incontro di campionato Olympique Marsiglia-Rennes (0-1). Cinque giorni dopo ha debuttato in Europa League, disputando l'incontro Udinese-Rennes (2-1), gara in cui ha siglato la rete del momentaneo 0-1 al minuto 18 del primo tempo. Ha militato nel club rossonero fino al 2012, totalizzando 8 reti in 33 incontri disputati.

#### Al-Arabi ed Elazığspor
Il 25 giugno 2012 è stato ufficializzato il suo trasferimento all'Al-Arabi, club qatariota. Il debutto con il club rosso è avvenuto il 23 settembre 2012, nell'incontro di campionato Al-Arabi-Al-Khor (1-1). Ha militato nel club qatariota per una stagione, totalizzando 3 presenze. Il 13 agosto 2013 è stato ufficializzato il suo trasferimento all'Elazığspor, club turco. Il debutto con la nuova maglia è avvenuto il 25 agosto 2013, nell'incontro di campionato Elazığspor-Kardemir (2-2). Ha militato nel club turco per una stagione, totalizzando 10 presenze. Il 19 febbraio 2014 ha rescisso il proprio contratto, rimanendo svincolato.

#### Ritorno al Nancy
Il 22 maggio 2014 è stato ingaggiato dal Nancy, tornando così per la terza volta nel club biancorosso. Ha debuttato con il club biancorosso il 1º agosto 2014, nell'incontro di campionato Nancy-Digione (1-1). Ha militato nel club biancorosso fino al 2018, totalizzando 37 reti in 129 incontri disputati. Il 10 maggio 2018 ha annunciato il ritiro dal calcio giocato al termine della stagione.

### Nazionale
Ha debuttato in Nazionale il 10 settembre 2003, nell'amichevole Marocco-Trinidad e Tobago (2-0), subentrando a Youssef Mokhtari al minuto 63. Ha messo a segno la sua prima rete con la maglia della Nazionale il 27 gennaio 2004, in Nigeria-Marocco (0-1), siglando il gol vittoria al minuto 77. Ha partecipato, con la Nazionale, alla Coppa d'Africa 2004, 2006, 2008 e 2012. È sceso in campo, inoltre, nelle qualificazioni ai mondiali 2006 e 2010, nelle qualificazioni alla Coppa d'Africa 2008 e 2012. Ha collezionato in totale, con la maglia della Nazionale, 64 presenze e 16 reti, risultando fra i calciatori con il maggior numero di presenze con la selezione marocchina.

## Statistiche

### Presenze e reti nei club
| Stagione        | Squadra         | Campionato      | Campionato | Campionato | Coppe nazionali | Coppe nazionali | Coppe nazionali | Coppe continentali | Coppe continentali | Coppe continentali | Altre coppe | Altre coppe | Altre coppe | Totale | Totale |
| Stagione        | Squadra         | Comp            | Pres       | Reti       | Comp            | Pres            | Reti            | Comp               | Pres               | Reti               | Comp        | Pres        | Reti        | Pres   | Reti   |
| --------------- | --------------- | --------------- | ---------- | ---------- | --------------- | --------------- | --------------- | ------------------ | ------------------ | ------------------ | ----------- | ----------- | ----------- | ------ | ------ |
| 1998-1999       | Nancy           | D1              | 1          | 0          | CDF+CDLL        | 0+0             | 0+0             | -                  | -                  | -                  | -           | -           | -           | 1      | 0      |
| 1999-2000       | Nancy           | D1              | 4          | 0          | CDF+CDLL        | 0+1             | 0+0             | -                  | -                  | -                  | -           | -           | -           | 5      | 0      |
| 2000-2001       | Nancy           | D2              | 34         | 6          | CDF+CDLL        | 1+2             | 0+1             | -                  | -                  | -                  | -           | -           | -           | 37     | 7      |
| 2001-2002       | Nancy           | D2              | 26         | 2          | CDF+CDLL        | 3+2             | 1+1             | -                  | -                  | -                  | -           | -           | -           | 32     | 4      |
| 2002-2003       | Nancy           | L2              | 30         | 5          | CDF+CDLL        | 3+3             | 1+1             | -                  | -                  | -                  | -           | -           | -           | 38     | 7      |
| Totale Nancy    | Totale Nancy    | Totale Nancy    | 95         | 13         |                 | 7+8             | 2+3             |                    | -                  | -                  |             | -           | -           | 110    | 18     |
| 2003-2004       | Bastia          | L1              | 29         | 6          | CDF+CDLL        | 0+2             | 0+0             | -                  | -                  | -                  | -           | -           | -           | 31     | 6      |
| 2004-2005       | Bastia          | L1              | 33         | 7          | CDF+CDLL        | 2+2             | 0+0             | -                  | -                  | -                  | -           | -           | -           | 37     | 7      |
| Totale Bastia   | Totale Bastia   | Totale Bastia   | 62         | 13         |                 | 2+4             | 0+0             |                    | -                  | -                  |             | -           | -           | 68     | 13     |
| 2005-2006       | Rennes          | L1              | 21         | 3          | CDF+CDLL        | 0+1             | 0+0             | UEFA               | 3                  | 1                  | -           | -           | -           | 25     | 4      |
| 2006-gen. 2007  | Rennes          | L1              | 13         | 0          | CDF+CDLL        | 0+2             | 0+0             | -                  | -                  | -                  | -           | -           | -           | 15     | 0      |
| Totale Rennes   | Totale Rennes   | Totale Rennes   | 34         | 3          |                 | 0+3             | 0+0             |                    | 3                  | 1                  |             | -           | -           | 40     | 4      |
| gen.-giu. 2007  | Nancy           | L1              | 14         | 1          | CDF+CDLL        | 0+0             | 0+0             | UEFA               | 2                  | 0                  | -           | -           | -           | 16     | 1      |
| 2007-2008       | Nancy           | L1              | 25         | 7          | CDF+CDLL        | 1+2             | 0+0             | -                  | -                  | -                  | -           | -           | -           | 28     | 7      |
| 2008-2009       | Nancy           | L1              | 36         | 11         | CDF+CDLL        | 1+1             | 0+0             | UEFA               | 2                  | 0                  | -           | -           | -           | 40     | 11     |
| 2009-2010       | Nancy           | L1              | 26         | 11         | CDF+CDLL        | 2+0             | 0+0             | -                  | -                  | -                  | -           | -           | -           | 28     | 11     |
| 2010-2011       | Nancy           | L1              | 26         | 8          | CDF+CDLL        | 2+0             | 0+0             | -                  | -                  | -                  | -           | -           | -           | 28     | 8      |
| giu.-ago. 2011  | Nancy           | L1              | 5          | 1          | CDF+CDLL        | 0+1             | 0+0             | -                  | -                  | -                  | -           | -           | -           | 6      | 1      |
| Totale Nancy    | Totale Nancy    | Totale Nancy    | 132        | 39         |                 | 6+4             | 0+0             |                    | 4                  | 0                  |             | -           | -           | 146    | 39     |
| 2011-2012       | Rennes          | L1              | 23         | 6          | CDF+CDLL        | 3+1             | 1+0             | EL                 | 6                  | 1                  | -           | -           | -           | 33     | 8      |
| 2012-2013       | Al-Arabi        | QSL             | 3          | 0          | CPCQ            | 0               | 0               | AFCCL              | 0                  | 0                  | -           | -           | -           | 3      | 0      |
| 2013-feb. 2014  | Elazığspor      | SL              | 6          | 0          | TK              | 4               | 0               | -                  | -                  | -                  | -           | -           | -           | 10     | 0      |
| 2014-2015       | Nancy           | L2              | 31         | 14         | CDF+CDLL        | 2+1             | 2+0             | -                  | -                  | -                  | -           | -           | -           | 34     | 16     |
| 2015-2016       | Nancy           | L2              | 33         | 9          | CDF+CDLL        | 2+1             | 0+0             | -                  | -                  | -                  | -           | -           | -           | 36     | 9      |
| 2016-2017       | Nancy           | L1              | 26         | 0          | CDF+CDLL        | 1+0             | 1+0             | -                  | -                  | -                  | -           | -           | -           | 26     | 0      |
| 2017-2018       | Nancy           | L2              | 32         | 11         | CDF+CDLL        | 0+0             | 0+0             | -                  | -                  | -                  | -           | -           | -           | 32     | 11     |
| Totale Nancy    | Totale Nancy    | Totale Nancy    | 122        | 34         |                 | 5+2             | 3+0             |                    | -                  | -                  |             | -           | -           | 129    | 37     |
| Totale carriera | Totale carriera | Totale carriera | 477        | 108        |                 | 49              | 9               |                    | 13                 | 2                  |             | -           | -           | 539    | 119    |

### Cronologia presenze e reti in Nazionale
| Cronologia completa delle presenze e delle reti in nazionale ― Marocco | Cronologia completa delle presenze e delle reti in nazionale ― Marocco | Cronologia completa delle presenze e delle reti in nazionale ― Marocco | Cronologia completa delle presenze e delle reti in nazionale ― Marocco | Cronologia completa delle presenze e delle reti in nazionale ― Marocco | Cronologia completa delle presenze e delle reti in nazionale ― Marocco | Cronologia completa delle presenze e delle reti in nazionale ― Marocco | Cronologia completa delle presenze e delle reti in nazionale ― Marocco |
| Data                                                                   | Città                                                                  | In casa                                                                | Risultato                                                              | Ospiti                                                                 | Competizione                                                           | Reti                                                                   | Note                                                                   |
| ---------------------------------------------------------------------- | ---------------------------------------------------------------------- | ---------------------------------------------------------------------- | ---------------------------------------------------------------------- | ---------------------------------------------------------------------- | ---------------------------------------------------------------------- | ---------------------------------------------------------------------- | ---------------------------------------------------------------------- |
| 10-9-2003                                                              | Marrakech                                                              | Marocco                                                                | 2 – 0                                                                  | Trinidad e Tobago                                                      | Amichevole                                                             | -                                                                      | 63’                                                                    |
| 11-10-2003                                                             | Tunisi                                                                 | Tunisia                                                                | 0 – 0                                                                  | Marocco                                                                | Amichevole                                                             | -                                                                      |                                                                        |
| 27-1-2004                                                              | Monastir                                                               | Nigeria                                                                | 0 – 1                                                                  | Marocco                                                                | Coppa d'Africa 2004 - Gironi                                           | 1                                                                      | 60’                                                                    |
| 31-1-2004                                                              | Sfax                                                                   | Marocco                                                                | 4 – 0                                                                  | Benin                                                                  | Coppa d'Africa 2004 - Gironi                                           | -                                                                      | 48’                                                                    |
| 4-2-2004                                                               | Sousse                                                                 | Marocco                                                                | 1 – 1                                                                  | Sudafrica                                                              | Coppa d'Africa 2004 - Gironi                                           | -                                                                      | 43’ 90+3’                                                              |
| 8-2-2004                                                               | Sfax                                                                   | Marocco                                                                | 3 – 1 dts                                                              | Algeria                                                                | Coppa d'Africa 2004 - Quarti di finale                                 | 1                                                                      | 86’                                                                    |
| 11-2-2004                                                              | Sousse                                                                 | Marocco                                                                | 4 – 0                                                                  | Mali                                                                   | Coppa d'Africa 2004 - Semifinali                                       | 1                                                                      | 86’                                                                    |
| 14-2-2004                                                              | Radès                                                                  | Tunisia                                                                | 2 – 1                                                                  | Marocco                                                                | Coppa d'Africa 2004 - Finale                                           | -                                                                      | 88’                                                                    |
| 31-3-2004                                                              | Rabat                                                                  | Marocco                                                                | 3 – 1                                                                  | Angola                                                                 | Amichevole                                                             | -                                                                      | 60’                                                                    |
| 28-4-2004                                                              | Rabat                                                                  | Marocco                                                                | 0 – 1                                                                  | Argentina                                                              | Amichevole                                                             | -                                                                      | 77’                                                                    |
| 28-5-2004                                                              | Bamako                                                                 | Mali                                                                   | 0 – 0                                                                  | Marocco                                                                | Amichevole                                                             | -                                                                      | 51’                                                                    |
| 5-6-2004                                                               | Blantyre                                                               | Malawi                                                                 | 1 – 1                                                                  | Marocco                                                                | Qual. Mondiali 2006                                                    | -                                                                      | 84’                                                                    |
| 3-7-2004                                                               | Gaborone                                                               | Botswana                                                               | 0 – 1                                                                  | Marocco                                                                | Qual. Mondiali 2006                                                    | -                                                                      | 77’                                                                    |
| 4-9-2004                                                               | Rabat                                                                  | Marocco                                                                | 1 – 1                                                                  | Tunisia                                                                | Qual. Mondiali 2006                                                    | -                                                                      | 69’                                                                    |
| 10-10-2004                                                             | Conakry                                                                | Guinea                                                                 | 1 – 1                                                                  | Marocco                                                                | Qual. Mondiali 2006                                                    | -                                                                      | 70’                                                                    |
| 9-2-2005                                                               | Rabat                                                                  | Marocco                                                                | 5 – 0                                                                  | Kenya                                                                  | Qual. Mondiali 2006                                                    | 1                                                                      |                                                                        |
| 25-3-2005                                                              | Rabat                                                                  | Marocco                                                                | 1 – 0                                                                  | Guinea                                                                 | Qual. Mondiali 2006                                                    | 1                                                                      |                                                                        |
| 4-6-2005                                                               | Rabat                                                                  | Marocco                                                                | 4 – 1                                                                  | Malawi                                                                 | Qual. Mondiali 2006                                                    | 2                                                                      | 87’                                                                    |
| 18-6-2005                                                              | Nairobi                                                                | Kenya                                                                  | 0 – 0                                                                  | Marocco                                                                | Qual. Mondiali 2006                                                    | -                                                                      |                                                                        |
| 3-9-2005                                                               | Rabat                                                                  | Marocco                                                                | 1 – 0                                                                  | Botswana                                                               | Qual. Mondiali 2006                                                    | -                                                                      |                                                                        |
| 8-10-2005                                                              | Radès                                                                  | Tunisia                                                                | 2 – 2                                                                  | Marocco                                                                | Qual. Mondiali 2006                                                    | -                                                                      | 88’                                                                    |
| 14-1-2006                                                              | Marrakech                                                              | Marocco                                                                | 1 – 0                                                                  | Zimbabwe                                                               | Amichevole                                                             | -                                                                      |                                                                        |
| 17-1-2006                                                              | Rabat                                                                  | Marocco                                                                | 2 – 2                                                                  | Angola                                                                 | Amichevole                                                             | 1                                                                      | 47’                                                                    |
| 21-1-2006                                                              | Il Cairo                                                               | Marocco                                                                | 0 – 1                                                                  | Costa d'Avorio                                                         | Coppa d'Africa 2006 - Gironi                                           | -                                                                      |                                                                        |
| 24-1-2006                                                              | Il Cairo                                                               | Egitto                                                                 | 0 – 0                                                                  | Marocco                                                                | Coppa d'Africa 2006 - Gironi                                           | -                                                                      | 71’                                                                    |
| 28-1-2006                                                              | Il Cairo                                                               | Libia                                                                  | 0 – 0                                                                  | Marocco                                                                | Coppa d'Africa 2006 - Gironi                                           | -                                                                      |                                                                        |
| 16-8-2006                                                              | Rabat                                                                  | Marocco                                                                | 1 – 0                                                                  | Burkina Faso                                                           | Amichevole                                                             | 1                                                                      | 46’                                                                    |
| 2-9-2006                                                               | Rabat                                                                  | Marocco                                                                | 2 – 0                                                                  | Malawi                                                                 | Qual. Coppa d'Africa 2008                                              | -                                                                      |                                                                        |
| 7-2-2007                                                               | Rabat                                                                  | Marocco                                                                | 1 – 1                                                                  | Tunisia                                                                | Amichevole                                                             | -                                                                      | 80’                                                                    |
| 25-3-2007                                                              | Harare                                                                 | Zimbabwe                                                               | 1 – 1                                                                  | Marocco                                                                | Qual. Coppa d'Africa 2008                                              | 1                                                                      |                                                                        |
| 2-6-2007                                                               | Casablanca                                                             | Marocco                                                                | 2 – 0                                                                  | Zimbabwe                                                               | Qual. Coppa d'Africa 2008                                              | 1                                                                      | 88’                                                                    |
| 16-6-2007                                                              | Blantyre                                                               | Malawi                                                                 | 0 – 1                                                                  | Marocco                                                                | Qual. Coppa d'Africa 2008                                              | -                                                                      | 46’                                                                    |
| 8-9-2007                                                               | Rouen                                                                  | Ghana                                                                  | 2 – 0                                                                  | Mali                                                                   | Amichevole                                                             | -                                                                      | 69’                                                                    |
| 17-10-2007                                                             | Rabat                                                                  | Marocco                                                                | 2 – 0                                                                  | Namibia                                                                | Amichevole                                                             | -                                                                      | 68’                                                                    |
| 16-11-2007                                                             | Saint-Denis                                                            | Francia                                                                | 2 – 2                                                                  | Marocco                                                                | Amichevole                                                             | -                                                                      | 83’                                                                    |
| 21-11-2007                                                             | Créteil                                                                | Marocco                                                                | 3 – 0                                                                  | Senegal                                                                | Amichevole                                                             | -                                                                      | 46’                                                                    |
| 12-1-2008                                                              | Fès                                                                    | Marocco                                                                | 2 – 0                                                                  | Zambia                                                                 | Amichevole                                                             | -                                                                      | 62’                                                                    |
| 16-1-2008                                                              | Rabat                                                                  | Marocco                                                                | 2 – 1                                                                  | Angola                                                                 | Amichevole                                                             | -                                                                      | 46’                                                                    |
| 21-1-2008                                                              | Accra                                                                  | Marocco                                                                | 5 – 1                                                                  | Namibia                                                                | Coppa d'Africa 2008 - Gironi                                           | -                                                                      | 70’                                                                    |
| 24-1-2008                                                              | Accra                                                                  | Guinea                                                                 | 3 – 2                                                                  | Marocco                                                                | Coppa d'Africa 2008 - Gironi                                           | -                                                                      |                                                                        |
| 28-1-2008                                                              | Accra                                                                  | Ghana                                                                  | 2 – 0                                                                  | Marocco                                                                | Coppa d'Africa 2008 - Gironi                                           | -                                                                      |                                                                        |
| 26-3-2008                                                              | Bruxelles                                                              | Belgio                                                                 | 1 – 4                                                                  | Marocco                                                                | Amichevole                                                             | -                                                                      | 46’                                                                    |
| 20-8-2008                                                              | Rabat                                                                  | Marocco                                                                | 3 – 1                                                                  | Benin                                                                  | Amichevole                                                             | -                                                                      | 55’                                                                    |
| 11-10-2008                                                             | Rabat                                                                  | Marocco                                                                | 4 – 1                                                                  | Mauritania                                                             | Qual. Mondiali 2010                                                    | 2                                                                      | 60’ 65’                                                                |
| 19-11-2008                                                             | Casablanca                                                             | Marocco                                                                | 3 – 0                                                                  | Zambia                                                                 | Amichevole                                                             | -                                                                      | 46’                                                                    |
| 11-2-2009                                                              | Casablanca                                                             | Marocco                                                                | 0 – 0                                                                  | Rep. Ceca                                                              | Amichevole                                                             | -                                                                      | 82’                                                                    |
| 28-3-2009                                                              | Casablanca                                                             | Marocco                                                                | 1 – 2                                                                  | Gabon                                                                  | Qual. Mondiali 2010                                                    | -                                                                      |                                                                        |
| 31-3-2009                                                              | Lisbona                                                                | Angola                                                                 | 0 – 2                                                                  | Marocco                                                                | Amichevole                                                             | -                                                                      | 76’                                                                    |
| 7-6-2009                                                               | Yaoundé                                                                | Camerun                                                                | 0 – 0                                                                  | Marocco                                                                | Qual. Mondiali 2010                                                    | -                                                                      |                                                                        |
| 20-6-2009                                                              | Rabat                                                                  | Marocco                                                                | 0 – 0                                                                  | Togo                                                                   | Qual. Mondiali 2010                                                    | -                                                                      |                                                                        |
| 6-9-2009                                                               | Lomé                                                                   | Togo                                                                   | 1 – 1                                                                  | Marocco                                                                | Qual. Mondiali 2010                                                    | -                                                                      | 87’                                                                    |
| 11-8-2010                                                              | Rabat                                                                  | Marocco                                                                | 2 – 1                                                                  | Guinea Equatoriale                                                     | Amichevole                                                             | 2                                                                      | 59’                                                                    |
| 4-9-2010                                                               | Rabat                                                                  | Marocco                                                                | 0 – 0                                                                  | Rep. Centrafricana                                                     | Qual. Coppa d'Africa 2012                                              | -                                                                      | 75’                                                                    |
| 9-10-2010                                                              | Dar es Salaam                                                          | Tanzania                                                               | 0 – 1                                                                  | Marocco                                                                | Qual. Coppa d'Africa 2012                                              | -                                                                      | 79’                                                                    |
| 17-11-2010                                                             | Belfast                                                                | Irlanda del Nord                                                       | 1 – 1                                                                  | Marocco                                                                | Amichevole                                                             | -                                                                      | 80’                                                                    |
| 9-2-2011                                                               | Marrakech                                                              | Marocco                                                                | 3 – 0                                                                  | Niger                                                                  | Amichevole                                                             | -                                                                      | 46’                                                                    |
| 4-6-2011                                                               | Marrakech                                                              | Marocco                                                                | 4 – 0                                                                  | Algeria                                                                | Qual. Coppa d'Africa 2012                                              | 1                                                                      | 85’                                                                    |
| 10-8-2011                                                              | Dakar                                                                  | Senegal                                                                | 0 – 2                                                                  | Marocco                                                                | Amichevole                                                             | -                                                                      | 65’                                                                    |
| 4-9-2011                                                               | Bangui                                                                 | Rep. Centrafricana                                                     | 0 – 0                                                                  | Marocco                                                                | Qual. Coppa d'Africa 2012                                              | -                                                                      | 80’                                                                    |
| 11-11-2011                                                             | Marrakech                                                              | Marocco                                                                | 0 – 1                                                                  | Uganda                                                                 | Amichevole                                                             | -                                                                      | 78’                                                                    |
| 13-11-2011                                                             | Marrakech                                                              | Marocco                                                                | 1 – 1 (2 - 4 dtr)                                                      | Camerun                                                                | Amichevole                                                             | -                                                                      |                                                                        |
| 23-1-2012                                                              | Libreville                                                             | Marocco                                                                | 1 – 2                                                                  | Tunisia                                                                | Coppa d'Africa 2012 - Gironi                                           | -                                                                      | 60’                                                                    |
| 27-1-2012                                                              | Libreville                                                             | Gabon                                                                  | 3 – 2                                                                  | Marocco                                                                | Coppa d'Africa 2012 - Gironi                                           | -                                                                      |                                                                        |
| 31-1-2012                                                              | Libreville                                                             | Niger                                                                  | 0 – 1                                                                  | Marocco                                                                | Coppa d'Africa 2012 - Gironi                                           | -                                                                      | 64’                                                                    |
| Totale                                                                 |                                                                        | Presenze                                                               | 64                                                                     |                                                                        | Reti                                                                   | 16                                                                     |                                                                        |

## Palmarès

### Club

#### Competizioni nazionali
- Ligue 2: 1

Nancy: 2015-2016